# Unterdambach (Gemeinde Neulengbach)
Unterdambach ist eine Ortschaft in der Stadtgemeinde Neulengbach im Niederösterreich.

## Geografie
Das Dorf liegt südwestlich von Neulengbach am Dambach unweit seiner Mündung in die dort noch Laabenbach genannte Große Tulln. Im Kern besteht das Dorf aus einigen landwirtschaftlichen Anwesen, später kam ein Blindenheim hinzu, das jedoch Ende 2014 geschlossen wurde. Der Betreiber, die Hilfsgemeinschaft der Blinden und Sehschwachen, war aus Kostengründen zur Schließung gezwungen und die Anlage wurden später zu Wohnungen umgebaut.

## Geschichte
Im Jahr 1822 wurde der Ort als Dorf mit zehn Häusern genannt, das nach St. Christophen eingepfarrt war, wohin auch die Kinder eingeschult wurden. Die Herrschaft Neulengbach besaß die Ortsobrigkeit, übte die Landgerichtsbarkeit aus und besorgte die Konskription. Die Untertanen und Grundholde des Ortes gehörten den Herrschaften Neulengbach und St. Andrä an der Traisen. Laut Adressbuch von Österreich waren im Jahr 1938 in Unterdambach ein Gastwirt und ein Zimmermeister ansässig, zudem gab es eine Pension. In jüngster Zeit wurden in Unterdambach auch zahlreiche Einfamilienhäuser errichtet.